# 淀江町
淀江町（よどえちょう）は、かつて鳥取県の西部に位置した町である。西伯郡に属していた。また役場は大字西原に所在していた。2005年（平成17年）3月31日、米子市と新設合併し（新）米子市となった。なお、合併前の面積は25.74km2、合併前の淀江町の人口は約9,000人余りであった。

## 歴史
明治22年（1889年）10月1日、町村制の施行により淀江宿及び西原村の区域をもって、淀江町が発足する。昭和30年（1955年）9月1日、淀江町、宇田川村（うだがわ）、大和村（やまと）及び高麗村（こうれい）の区域の内、今津の区域を分立する上で合併して、改めて淀江町が発足する。（高麗村の区域の内、今津の区域を除く区域及び所子村が合併して、大山町を発足する。）
「水と緑と史跡のまち」のキャッチフレーズのとおり、大山を背景に日本海を眼前に望む自然、そして妻木晩田遺跡、向山古墳群、上淀廃寺跡、国の重要文化財「石馬」など、遺跡、文化財の豊かな地域でもある。
「淀江」の名は縄文時代以来、淀江平野に潟湖が発達し「よどんだ入江」から来ていると言われ、古くは「大山寺縁起」に見られる。中世には海岸線を東西に走る山陰道と、南の日野郡へ向かう交通路の交点で、さらには湊（みなと）としての利用もされたと言われ、西伯耆の要衝として発展した。江戸時代、享保年間以降は特に港町、また藩倉所在地として栄え、幕末には淀江台場も築かれた。明治時代中頃以降、和傘の生産が盛んとなった。

## 歴代町長

### 近代
- 初代 谷尾範吾（1889年11月〜1890年5月）町政の基礎づくり
- 2代 泉頭宇三郎（1891年6月〜1892年3月）淀江大火から復興
- 3代 倉光豊治郎（1892年4月〜1893年6月）道路網・消防施設の整備
- 4代 岩本平太（1893年6月〜1899年5月）学校教育の推進
- 5代 谷野菊太郎（1899年7月〜1903年7月）鉄道整備の推進、伝染病対策
- 6代 倉光豊治郎（再）（1903年7月〜1915年7月）農業・漁業・観光の振興
- 7代 門脇門治（1915年7月〜1923年5月）米価高騰に伴う対策、町史の編纂
- 8代 田山虎次郎（1923年5月〜1937年6月）耕地整備の推進、新庁舎の建設
- 9代 吹野鉄四郎（1937年6月〜1939年8月）淀江港防波堤の修築
- 10代 倉光清六 （1939年9月〜1946年8月）昭和用水の整備
- 11代 野川隆登（1946年8月〜1947年4月）中学校建設の推進
- 12代 安田廣蔵（1947年4月〜1950年5月）中学校の建設
- 13代 石原徹造（1950年9月〜1954年9月）町立保育所・住宅の建設
- 14代 倉光清六（再）（1954年9月〜1955年8月）文化財の保護、町村合併の推進

### 現代
- 初代 石原徹造（1955年9月〜1959年9月）納税の啓発、消防設備の整備
- 2代 田口源蔵（1959年9月〜1971年9月）上水道の整備、小学校の統合
- 3代 砂口稲男（1971年9月〜1979年9月）教育・社会福祉・農業漁業の推進
- 4代 松永元一（1979年9月〜1983年9月）体育施設・老人福祉センターの整備
- 5代 森本和夫（1983年9月〜 ）町史の編纂、国体の開催など
- 6代 田口勝蔵（ 〜2005年3月）国文祭の開催、合併の推進

## 出身人物
- 湯浅禎夫（1902年-1958年：プロ野球選手・監督）
- 石橋弘（1916年-：実業家、政治家） - 元石橋造船鉄工所代表取締役。元境港市議会議員。旧姓松井。
- 吹野博志（1942年-：実業家） - 元Dellコンピュータ日本法人会長。